# SC Victoria University
Sports Club Victoria University w skrócie SC Victoria University – ugandyjski klub piłkarski grający w trzeciej lidze, a niegdyś pierwszej lidze ugandyjskiej, mający siedzibę w mieście Kampala.

## Sukcesy
- Puchar Ugandy[1]:
  - zwycięstwo (1): 2013

## Występy w afrykańskich pucharach
| Sezon | Rozgrywki           | Runda   | Kraj                          | Klub         | Dom | Wyjazd | Dwumecz |
| ----- | ------------------- | ------- | ----------------------------- | ------------ | --- | ------ | ------- |
| 2014  | Puchar Konfederacji | wstępna | Demokratyczna Republika Konga | CS Don Bosco | 1–0 | 0–3    | 1–3     |

## Stadion
Domowe mecze klub rozgrywa na stadionie o nazwie Nelson Mandela National Stadium w Kampali, który może pomieścić 45000 widzów.

## Reprezentanci kraju grający w klubie
Stan na kwiecień 2023.
| - George Abege - Anthony Bongole - Patrick Edema - Fahad Muhammad Hassan - Saddam Juma - Murushid Juuko - Denis Iguma - Daniel Isiagi - Savio Kabugo - Allan Kateregga - Godfrey Kateregga - Manko Kaweesa - Ali Kimera - Nestroy Kizito - Charles Lukwago - Muwadda Mawejje | - Martin Mpuga - Yassar Mugerwa - Isaac Muleme - Muzamiru Mutyaba - Dan Nsubuga - Benjamin Ochan - Brian Ochwo - Denis Okot - Simon Okwi - Caesar Sapeo - Noah Ssemakula - Mike Sserumagga - Geoffrey Sserunkuma - Charles Tibingana - Bernard Agele - Wurube Robert Lopidia |